# Obwód Sandomierski POW
Obwód Sandomierski Polskiej Organizacji Wojskowej – jeden z obwodów Polskiej Organizacji Wojskowej z siedzibą w Sandomierzu.
Wchodził w skład VII Okręgu Radomskiego POW.	

## Struktura i obsada personalna
- komenda lokalna 1 - Sandomierz
  - placówka organizacyjna w Sandomierzu
  - placówka organizacyjna w Krakówce
  - placówka organizacyjna w Kamieniu
- komenda lokalna 2 - Klimontów – Stanisław Skowroński „Achmet" (maj 1917 – listopad 1918)
  - placówka organizacyjna w Klimontowie
  - placówka organizacyjna w Groźlicach
  - placówka organizacyjna w Zakrzewie
  - placówka organizacyjna w Usarzowie
  - placówka organizacyjna w Janowicach
  - placówka organizacyjna w Słoptowie
  - placówka organizacyjna w Jachimowicach
- komenda lokalna 3 - Koprzywnica - Nowakowski
- samodzielna placówka organizacyjna w Koprzywnicy
- komenda lokalna 4 - Zawichost – Henryk Jarema Łukasiewicz
- samodzielna placówka organizacyjna w Zawichoście
- komenda lokalna 5 - Samborzec – Jan Wąsowicz „Wir”
  - placówka organizacyjna w Samborcu
  - placówka organizacyjna w Obrazowie
  - placówka organizacyjna w Dębinach
  - placówka organizacyjna w Złotej
  - placówka organizacyjna w Szewcach
- komenda lokalna 6 - Dwikozy – Jan Mazur
  - placówka organizacyjna w Dwikozach
  - placówka organizacyjna w Winiarkach
  - placówka organizacyjna w Winiarach
- komenda lokalna 7 – Obrazów
  - placówka organizacyjna w Obrazowie
  - placówka organizacyjna w Kleczanowie
  - placówka organizacyjna w Międzygórzu
- komenda lokalna 8 – Osiek
  - placówka organizacyjna w Osieku
  - placówka organizacyjna w Osieczku
- komenda lokalna 9 – Czyżów – Stanisław Kijański „Czarny” (maj 1916 – listopad 1918)
  - placówka organizacyjna w Czyżowie
  - placówka organizacyjna w Potrzyniu

## Komenda

### Komendanci
- Stanisław Cederbaum „Biały” (od 15 września 1915)
- Witold Dobrzyniecki „Borski” (od 6 grudnia 1916)
- Welke „Szary” (od lutego 1917)
- Maksymilian Darchanowski (1917)
- Stanisław Cederbaum „Biały” (15 maja  - 15 września 1917)
- Henryk Jankowki „Zemsta” (21 października 1917 – styczeń 1918)
- Stanisław Franciszek Derejski (od stycznia 1918)
- Jerzy Pisarski „Kniaź” (maj – listopad 1918)

### Inni
- Stanisław Franciszek Derejski – komendant placu (1918)
- Stanisław Krawczyński – służba medyczna (1917)
- Wacław Litwiński „Szylko” - instruktor
- Popławski „Jastrzębiec” – łączność, korespondencja, finanse